# Barton-on-the-Heath
Barton-on-the-Heath est un village et une paroisse civile du Warwickshire, en Angleterre.